# Agile, Hassan
Agile là một làng thuộc tehsil Hassan, huyện Hassan, bang Karnataka, Ấn Độ.